# Кларк, Уэсли (музыкант)
Уэсли Кёрли Кларк (англ. Wesley Curley Clark), в основном известен как W.C. Clark и под прозвищем «Крёстный отец блюза Остина» (англ. Godfather of Austin Blues; 16 ноября 1939, Остин, Техас, США — 2 марта 2024, Остин, Техас, США) — американский блюзовый гитарист, певец, автор песен. Лауреат Blues Music Awards в номинациях «Альбом соул-блюза» (1997), «Блюзовый исполнитель, заслуживающий более широкого признания» (1999), «Песня года» (2003); номинант Blues Music Awards в номинациях «Альбом соул-блюза» (1999, 2003, 2005), «Исполнитель соул-блюза» (2003—2005), «Альбом года» (2003, 2005).

## Биография
Уэсли Кларк родился и вырос в Остине. В детстве в составе хора пел госпел в церкви. В 14-летнем возрасте стал осваивать гитару и бас-гитару. Первую гитару он сделал самостоятельно, из трубы и проволоки. Вскоре его заметил госпел-квартет, и предложил играть у них, купив ему бас-гитару. В 1955 году Кларк отыграл свой первый концерт в клубе Victory Grill, где его познакомили с блюзовым музыкантом TD Bell. Позже он присоединился к группе Bell в качестве бас-гитариста. В начале 1960-х Кларк выступал вместе с группой Blues Boy Hubbard and The Jets в клубе Charlie’s Playhouse, и оставался та шесть лет. Именно там он познакомился с R&B-исполнителем Джо Тексом, который в конце 1960-х пригласил его присоединиться к своей группе. В то время он привлёк к себе внимание таких грандов техасского блюза, как Биг Джо Тёрнер, Альберт Коллинз и Литтл Джонни Тейлор. Группа базировалась не в Остине, где как считал Кларк, блюзовой сцены не было, и лишь во время гастролей в Остине Кларк поменял своё мнение, выступив с молодым Джимми Воном: «Когда я приехал туда, я увидел то, чего никогда раньше не видел — белую блюзовую группу…Это были Джимми Вон, Пол Рэй и Дойл Брэмхолл… все эти парни были белыми, и я никогда не видел такой блюзовой группы». 
В начале 1970-х Кларк вернулся в Остин, стал работать с молодыми музыкантами, сформировал несколько групп, в частности группу Southern Feeling с певицей Анджелой Стрели и гитаристом/пианистом Денни Фрименом. Группа играла в Остине и вдоль Западного побережья, пока не распалась. Как вспоминал Кларк: «Когда сцена в Остине действительно зарождалась, я уже играл блюз. Я начал показывать людям, как играть это, и как играть то, поэтому они стали называть меня „Учителем“. История „Крёстного отца“ возникла, когда я играл на озере в Чикаго и выходил на сцену после Ли Роя Парнелла. Он сказал: „Дамы и господа, мы позовем сюда WC, чтобы он помог мне спеть следующую песню“. Поэтому я подошёл и спел с ним гармонию. Я сказал: „Люди, я хочу, чтобы вы знали, что это мой брат-музыкант“. И кто-то из публики крикнул: „Это ваш крестник“. Я так и не узнал, кто это выкрикнул, но именно оттуда это и пошло. Потом меня стали называть „Крестным отцом блюза Остина“». Среди «крестников» Кларка в частности такие имена, как Стиви Рэй Вон, Джимми Вон и Марша Болл.
В 1975 году Кларк сформировал WC Clark Blues Revue, которая в 1980-е выступала на площадках с такими звёздами, как Джеймс Браун, Би Би Кинг, Альберт Кинг, Фредди Кинг, Сэм и Дэйв, Элвин Бишоп и Бобби Блу Блэнд. С конца сентября 1977 года по май 1978 года Кларк играл на бас-гитаре в блюзовом квинтете из Остина под названием Triple Threat Revue вместе со Стиви Рэем Воном и Лу Энн Бартон. В составе этой группы он стал соавтором одной из самых известных песен Вона «Cold Shot». 
В 1987 году Уэсли Кларк со своей группой записал и выпустил дебютный альбом. В 1994 году Марк Казанофф познакомил Кларка с Хаммондом Скоттом из Black Top Records. Впечатлённый продюсер в этом же году записал второй альбом Кларка Heart Of Gold, а затем и третий Texas Soul, который был признан лучшим альбомом соул-блюза по версии Blues Music Awards. Кларк обрёл популярность, гастролируя по всей стране и выступая на самых престижных блюзовых фестивалях. Следующий альбом Lover’s Plea принес ему еще одну премию Blues Music Award, на этот раз как исполнитель, заслуживающий более широкого признания. До 2005 года он ещё несколько раз был номинирован на премию, а в 2003 её получил: с песней «Let It Rain», признанной лучшей песней года.  
Умер в хосписе в Остине 2 марта 2024 года спустя всего несколько дней после того, как врачи обнаружили рак. Оставил после себя дочь . Свой последний концерт отыграл 20 февраля, за тринадцать дней до смерти
Blues Revue: «Современный техасский блюз в лучшем виде… успокаивающий, сладкий соул и яркий, зажигательный блюз придорожных закусочных. Как вокалист он не может быть переоценён… Кларк демонстрирует в вокале мощь Отиса Реддинга и Уилсона Пикетта, а в гитаре Стива Кроппера и Альберта Кинга».
Austin Chronicle: «Хороший рок, пропитанный душой блюз…мощная техасская гитара в сочетании с разрушительным соул-вокалом. Полный нокаут».
«Его сочетание современного техасского блюза, жгучей гитары и проникновенного вокала в стиле Мемфиса-соул сделало его любимцем как поклонников блюза, так и поклонников R&B».

## Дискография
- 1987 Something for Everybody (Drippin' DR-1001) (LP; как W.C. Clark Blues Revue)
- 1994 Heart Of Gold (Black Top BT-1103)
- 1995 Texas Soul (Black Top BT-1131)
- 1998 Lover’s Plea (Black Top BT-1145)
- 2002 From Austin With Soul (Alligator ALCD 4884)
- 2004 Deep In The Heart (Alligator ALCD 4897)
- 2011 Were You There (выпущен самостоятельно)
- 2018 W. C. Clark (выпущен самостоятельно)